# Stadio Ange Casanova
Lo stadio Ange Casanova (in francese stade Ange Casanova; fino al 16 luglio 1994 stadio Mezzavia) è uno stadio calcistico del Gazélec Ajaccio costruito nel 1961, situato ad Ajaccio con una capienza massima di 6000 persone.
Lo stadio è di proprietà della Caisse centrale d'activités sociales de Corse che ha firmato un accordo di enfiteusi con il club nel giugno del 2012.